# 조 (오대 십국)
조(趙)는 중국 오대 십국 시대 초기 지금의 하북성 중부에 있었던 나라였다.

## 역사
조나라의 유일한 왕이었던 왕용의 조상들은 당나라 중기 이후로 성덕군(成德軍, 본부는 지금의 허베이성 스자좡시에 있었다) 절도사로서 지금의 하북성 중부 일대를 오랫동안 세습 지배해 왔다. 907년, 당나라가 멸망한 후, 그 뒤를 이은 후량의 개국 황제인 후량 태조 주전충은 당시 그의 신하였던 왕용을 조왕에 책봉하였다. 910년, 후량 태조가 조나라와 인근 의무군(義武軍, 본부는 지금의 허베이성 바오딩시에 있었다) 번진의 영토를 직접 점령하려고 시도하자, 왕용과 의무군 절도사 왕처직은 후량을 배반하고, 후량의 적대국인 진왕 이존욱과 동맹을 맺었다. 921년, 왕용의 사병들은 그를 암살하여 왕씨 가문을 몰살시키고, 그의 양자 왕덕명, 즉 장문례를 추대하여 대신 그의 뒤를 잇게 하였다. 이존욱은 곧바로 장문례의 아들이자 상속자였던 장처근을 격파하고, 조나라를 진나라의 영토로 합병시켰다.

## 같이 보기
- 후주

## 참고 자료
- 《구당서》, 권142.
- 《신당서》, 권211.
- 《구오대사》, 권54.
- 《신오대사》, 권39.
- 《자치통감》, 권266·267·268·269·271.